# Josep Maria Boix
Josep Maria Boix i Selva (Barcelona, 2 de octubre de 1914 — Gerona, 20 de enero de 1996) fue un poeta, traductor, profesor y editor.

## Biografía
Hijo del jurista Josep Maria Boix i Raspall, fue hermano del monje Maur Maria Boix, prior de Montserrat.
Bachiller por los Jesuitas de Caspe (Barcelona), estudió Derecho por imposición paterna y Filosofía y Letras por vocación. Fue colaborador de la sección literaria del diario La Mañana. Al inicio de la vida profesional trabajó de profesor de literatura en los Escolapios de Sarrià y de literatura inglesa en la Universidad de Barcelona; posteriormente ejerció de director literario del editorial Vergara.
Josep Maria Boix se casó en 1942 con Concepció Masramon de Ventós-Mir y fueron padres de Maria del Tura, Josep Maria, Francesc (Xesco Boix), Joan y Elisenda.  Desde los años de estudiante Boix i Selva  fue amigo y compañero de Salvador Espriu, Ignasi Agustí, Màrius Torres, Bartomeu Rosselló-Pòrcel, Joan Vinyoli, Joan Tejedor, Sebastià Juan Arbó, Agustí  Bartra, Pere Calders, Josep Maria Font y Ríos y Martí de Riquer.

## Colección Isard
Boix i Selva  impulsó desde el editorial Vergara la colección Isard, primera colección de bolsillo en catalán que  aunaba obras originales (Bertrana, Estradé, Roca Pons, Sagarra) con cuidadosas traducciones de primera mano al catalán (Jaume Berenguer, Espriu, Ferran de Pol, Joan Fuster, Albert Manent, Joan Mascaró y Palau Fabre, entre otros), tanto de clásicos (Dafnis y Cloe, Rimbaud) como de coetáneos (Camus, Pasternak, Kazantzakis).

## ElParaíso perdido
Paradise Lost, de John Milton en verso, en catalán y en una extensión superior a los 10.000  endecasílabos se convirtió en la traducción canónica. En 1949 Boix i Selva la presentó parcialmente en lecturas públicas y en 1950 apareció la primera edición, de bibliófilo, como estrategia inicial para superar la censura. La segunda edición salió en 1953 y en 2014 una tercera edición bilingüe y definitiva al cuidado de Rosa Flotats.

## El poeta
La poesía de Boix se encuadra en la generación de la República o generación del 36.  Su obra recibió el influjo de la relación personal con Josep Maria López-Picó y de la poesía de Joan Maragall. 
En 1933 presentó un primer poemario a los Juegos Florales de Barcelona y se publica Angle i Soledat abrupta, con una recepción positiva; en la desolación  de posguerra aparecerán Felicitat (1944) y Copaltes i mirinyacs (1946). Recibió el premio Carles Riba de poesía en 1971 por la obra El suplicant, la deu i l'esma (1972); y su libro Presoner de la boira (1978), obtuvo el premio Josep Maria López-Picó 1976. Ambos marcan su última etapa y el reconocimiento público del mundo cultural.  
El resto de obra literaria de Boix i Selva se encuentra en los manuscritos. Destacan los poemas que pertenecen al ciclo de El jueu errant,  una obra ambiciosa que quedó inacabada.
El  fondo personal Archivado el 22 de marzo de 2020 en Wayback Machine. se conserva en la Biblioteca de Cataluña.
La Biblioteca de Reserva de la Universidad de Barcelona conserva una obra que formó parte de la biblioteca personal de Boix, y un ejemplo de las marcas de propiedad que identificaron sus libros a lo largo de su vida.

## Obras
- Tríptic. La soledat sonora (1933), poema inédito presentado en los Juegos Florales de Barcelona
- Angle Archivado el 22 de marzo de 2020 en Wayback Machine. (1935)
- Soledat abrupta Archivado el 22 de marzo de 2020 en Wayback Machine. (1937)
- Felicitat (1944) (versión reducida Archivado el 22 de marzo de 2020 en Wayback Machine. | versión completa Archivado el 22 de marzo de 2020 en Wayback Machine.)
- Copaltes i mirinyacs Archivado el 22 de marzo de 2020 en Wayback Machine. (1946)
- Paradís perdut (1950), traducción en verso del libro de John Milton,

1950-1951, 1a edición;  1953, 2a edición; 2014, 3a edición.
- El suplicant, la deu i l'esma Archivado el 22 de marzo de 2020 en Wayback Machine. (1972), premio Carles Riba 1971
- Presoner de la boira Archivado el 22 de marzo de 2020 en Wayback Machine. (1978)